# Cladiella scabra
Cladiella scabra is een zachte koraalsoort uit de familie Alcyoniidae. De koraalsoort komt uit het geslacht Cladiella. Cladiella scabra werd in 1970 voor het eerst wetenschappelijk beschreven door Tixier-Durivault. 